# Autódromo Monterrey
Das Autódromo Monterrey ist eine Motorsport-Rennstrecke in der mexikanischen Metropolregion Monterrey. Sie liegt etwa 2 km östlich des Aeroporto International del Norte im Norden von Monterrey.

## Geschichte

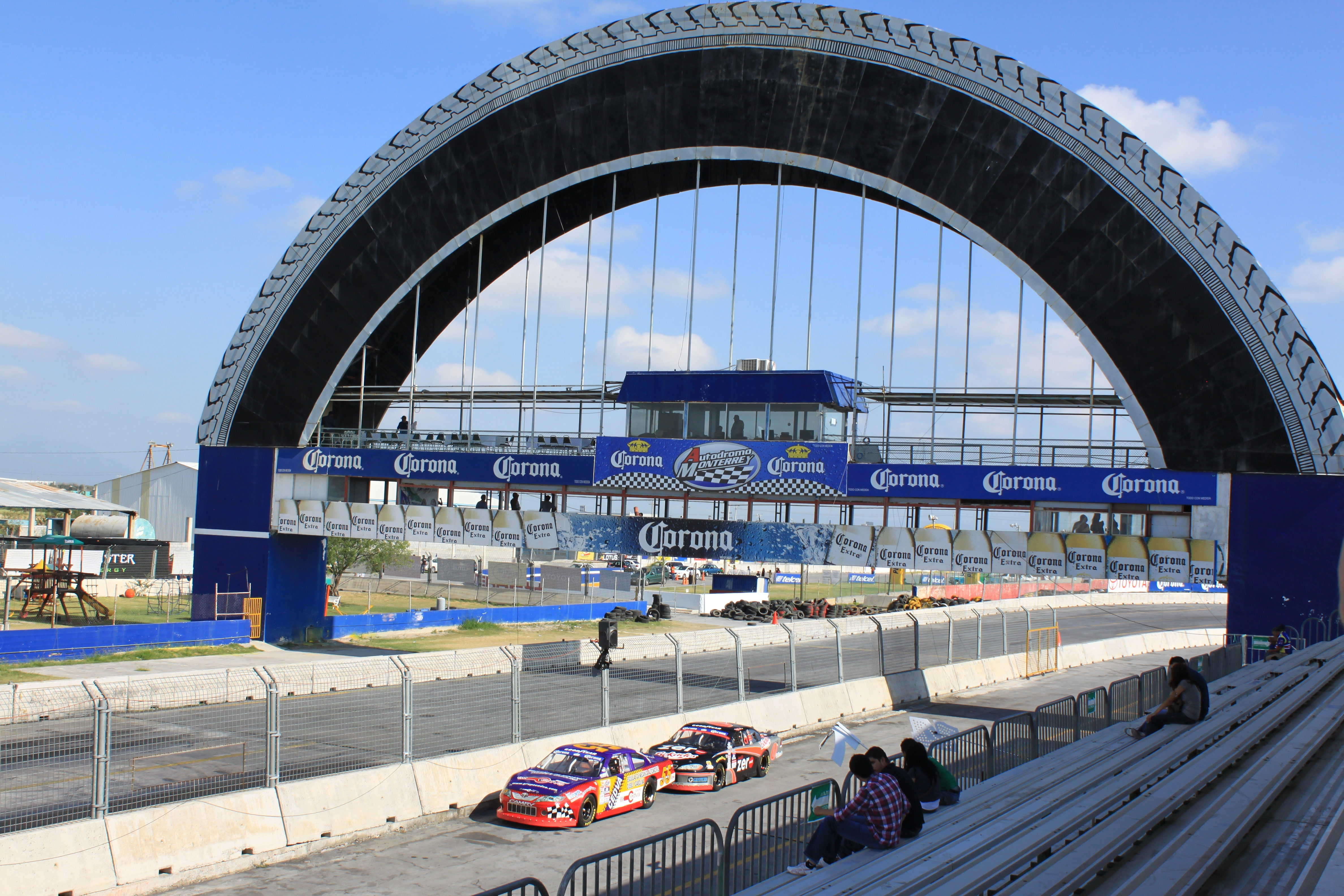
Brücke über der Startgerade des Autódromo Monterrey

Die Strecke wurde 1970 durch den Unternehmer und ehemaligen Rennfahrer Filiberto Jiménez errichtet. In den 70er und 80er Jahren waren die 500 km von Monterrey das wichtigste Rennen auf der Strecke.

## Streckenbeschreibung
Die Strecke besteht aus einem ein Meilen langen „Bean-Oval“-Kurs namens El Frijol das ein asymmetrisches Banking aufweist. Die erste Kurve ist flach, die letzte weist ein Banking auf. Von der langen Gerade auf Start Ziel, die auch für Drag Racing Events benutzt wird, zweigt als Verlängerung ein Straßenkurs ab, der hinter einer Schikane in eine rückführende Haarnadelkurve und eine Kurvenkombination mit einer zusätzlichen Schikane führt. Eine weitere Bremsschikane wurde vor der geneigten letzten Kurve des Straßenkurses installiert.

## Veranstaltungen
Die Strecke ist Austragungsort von Läufen der NASCAR Mexico, Langstreckenrennen, Kartrennen und Volkswagen-Rennen. Die wichtigsten antretenden Serien sind bzw. waren:
- NASCAR Mexico
- MexBike Series
- Fórmula 5 Méxicana